# Furcula scolopendrina
Furcula scolopendrina är en fjärilsart som beskrevs av Jean Baptiste Boisduval 1869. Furcula scolopendrina ingår i släktet Furcula och familjen tandspinnare. Inga underarter finns listade i Catalogue of Life.